# Johanna Dohnal

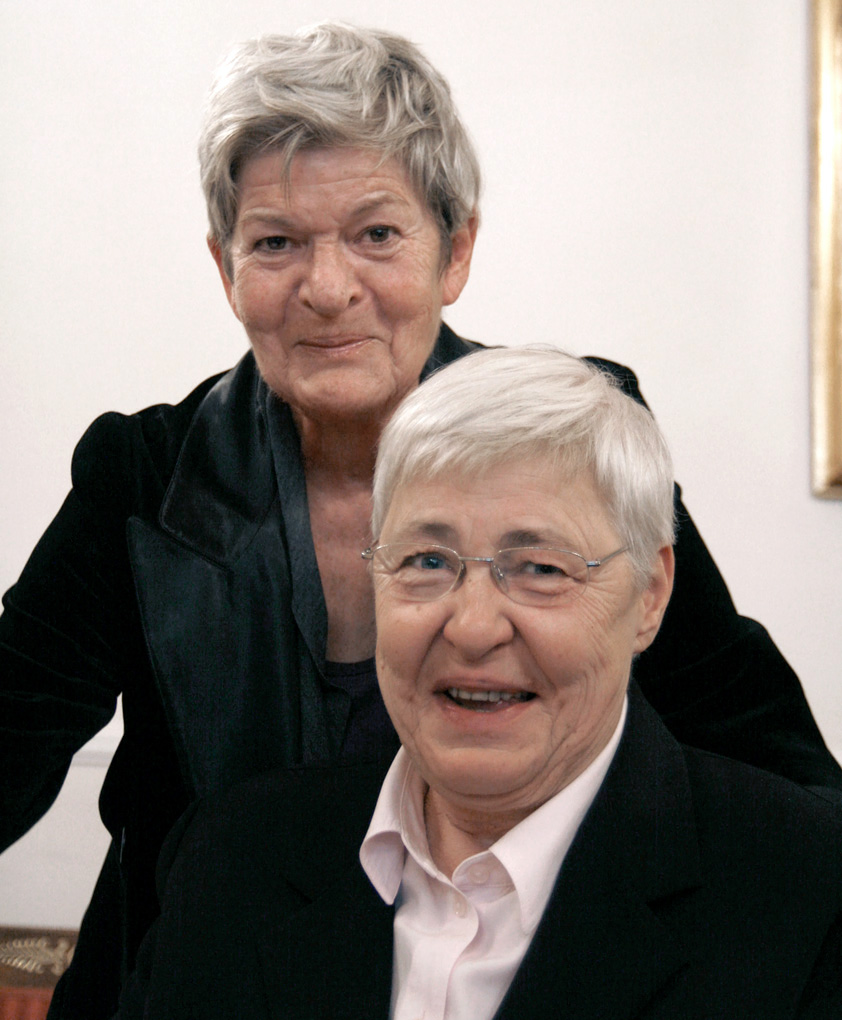
Johanna Dohnal și Elisabeth Orth, 2008

Johanna Dohnal (n. 14 februarie 1939, Viena, Germania Nazistă – d. 20 februarie 2010, Grabern⁠(d), Austria Inferioară, Austria) a fost o politiciană și feministă austriacă, membră a partidului SPÖ.